# Tabijat Szamijja
Tabijat Szamijja – wieś w Syrii, w muhafazie Dajr az-Zaur. W 2004 roku liczyła 1376 mieszkańców.